# Hársas-tó (Szentgotthárd)
A Hársas-tó Szentgotthárd látnivalóinak egyike a Máriaújfalu városrész szélén. Hivatalos neve: Máriaújfalui-víztározó.

## Létrehozása
Az árvíztározót a Szentgotthárdtól délre elterülő Apátistvánfalva erdejében eredő Hársas-patak medrének elgátolásával, a rendszeres árvizek okozta károk megszüntetésére hozták létre az 1980-as évek végén; közkeletű nevét a patakról kapta. Már építése idején fürdőhellyé és horgászparadicsommá kívánták fejleszteni, ezért északi részen és a nyugati parton a völgyet mesterségesen kimélyítették.

## Leírása
Az Őrségi Nemzeti Park része. Területe 17,4 ha.
Elárasztott völgyről lévén szó, a tó alakja hosszúkás. Mindkét végén gépkocsiparkoló van. A tóparti köves úton gyalogosan használható; a körséta közel 2100 méter hosszú. Az elárasztott terület mintegy kétharmadán nem rendezték a terepet; az egykori fák tuskói még a 2010-es években is a vízben állnak.
Legnagyobb mélysége északon, a völgyzáró gát előtt ez egykori mederben kb. 7 m. Az egykori mederben viszonylag mély, a völgytalpon a partok felé általában egyre sekélyebb, de a rendezetlen részen néhány hosszanti zátonyon (ezek egykor parti hátak voltak) fél méterig csökken. Délen, a patak torkolatához közel és a strandnál, a rendezett részen a víz sekély.

## Hársas-tó tanösvény
A tavat és környékét a nemzeti park a tó északi oldaláról (é. sz. 46°56’20,28615” k. h. 16°18’49,98691”; GPS: 46.939266, 16.313983) induló, 1,5 km hosszú tanösvényen mutatja be. A nyolc bemutatóhelyen az Őrség és a Vendvidék természeti és építészeti értékeivel, örökségével ismerkedhetünk.

## Hasznosítása
Nemcsak strandja van, de jó horgászvíz is. A pisztráng, amely eredetileg a patakban élt, áttelepült a tóba is, de a 21. századra a csuka többé-kevésbé kiszorította. Amióta a tó a nemzeti parkhoz került, amurt nem telepítenek, de néhány idősebb példány még feltűnik. A Sporthorgász Egyesületek Vas Megyei Szövetsége gondozza. A fontosabb halakat (ponty, keszegfélék, csuka, harcsa, süllő) folyamatosan telepítik.